# Bertuchstraße
Die Bertuchstraße ist eine Anliegerstraße in der Nordvorstadt von Weimar in Thüringen. Die 1886 nach Friedrich Justin Bertuch benannte Straße beginnt an der Asbachstraße ausgehend vom Bauhaus-Museum, geht in nördliche Richtung und endet an der Fuldaer Straße. Die Straße stieß einmal auf einen Straßenabschnitt bezeichnet mit am Viadukt. Der Viadukt am Asbach-Grünzug musste dem Bau des Gauforums weichen. Der Asbachgrund wurde aufgeschüttet. Auch der Bereich vor dem Neuen Museum Weimar bis zur Jakobsvorstadt wurde radikal umgestaltet.
In der Bertuchstraße gibt es vorwiegend in der Gründerzeit entstandene Wohngebäude. Die Bertuchstraße steht auf der Liste der Kulturdenkmale in Weimar (Sachgesamtheiten und Ensembles) mit den Nummern 7–25, 27, 29. In dieser Denkmalliste definiert sie sogar einen Gültigkeitsbereich.